# 叶兰-科列诺夫斯基
叶兰-科列诺夫斯基（羅馬化：Yelanʹ-Kolenovskiy）是俄罗斯沃罗涅日州的市级镇，属新霍皮奥尔斯克区，位于顿河流域内叶兰河畔，在州府沃罗涅日东偏南方。
该地2021年人口有3,433人；2010年人口3,916；2002年人口4,170；1989年人口5,085。